# 艾莱特河畔讷维尔
艾萊特河畔讷维尔（法語：Neuville-sur-Ailette，法語發音：[nøvil syʁ ɛlɛt]）是法国上法蘭西大區埃纳省的一个市镇，属于拉昂区。

## 地理
艾莱特河畔讷维尔（49°28'3"N, 3°41'59"E）面积4.45 平方千米，位于法国上法蘭西大區埃纳省，该省份为法国北部内陆省份，北起北部省，西接索姆省和瓦兹省，东临阿登省和马恩省，西南至塞纳-马恩省，东北部与比利时接壤。
与艾莱特河畔讷维尔接壤的市镇（或旧市镇、城区）包括：塞尼昂洛努瓦、沙穆耶、谢尔米济亚耶、马蒂尼库皮埃尔。

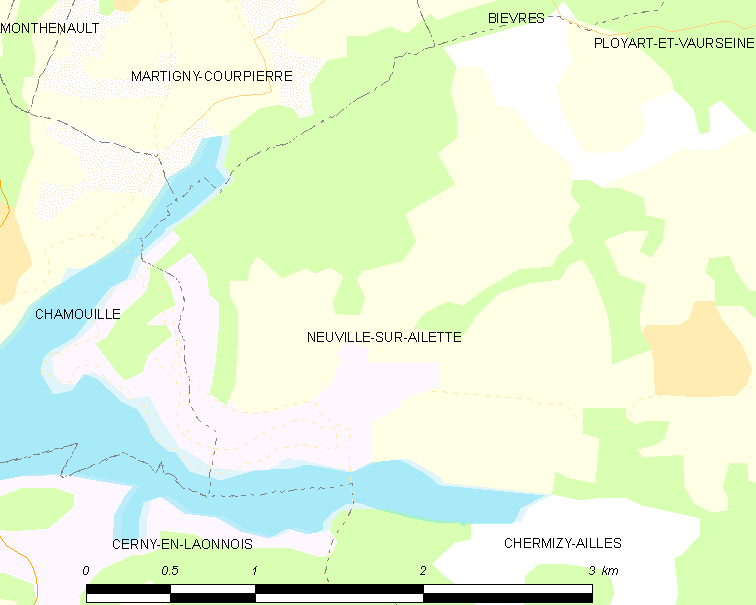
艾莱特河畔讷维尔的OSM定位图

艾莱特河畔讷维尔的时区为UTC+01:00、UTC+02:00（夏令时）。

## 行政
艾莱特河畔讷维尔的邮政编码为02860，INSEE市镇编码为02550。

## 政治
艾莱特河畔讷维尔所属的省级选区为埃纳河畔新城县。

## 人口

1962-2008年间艾莱特河畔讷维尔人口变化图示

艾莱特河畔讷维尔于2022年1月1日时的人口数量为119人。